# 安东·沙尔
安东·沙尔（德語：Anton Schall，1907年6月22日—1947年8月5日），奥地利前男子足球运动员，场上位置是前锋。他曾代表奥地利国家队参加1934年国际足联世界杯，结果队伍获得第四名。